# Rufino Bernedo
Rufino Bernedo Zorzano (Freire, 21 de diciembre de 1926-Temuco, 4 de febrero de 2006) ha sido el «mejor baloncestista de Chile en la historia» según la mayoría de los especialistas internacionales.
Formó parte de la selección chilena en el Campeonato Mundial de 1950, en el cual fue el «máximo anotador» con 86 puntos y reconocido como el «mejor alero». Otros eventos en los que representó a Chile son los Juegos Olímpicos de Helsinki 1952, los Juegos Olímpicos de Melbourne 1956, el Campeonato Sudamericano de 1958 realizado en Santiago y el Campeonato Mundial de Baloncesto de 1959. En noviembre de 2013, el presidente de Chile Sebastián Piñera inauguró en la ciudad de Temuco un centro polideportivo que lleva su nombre.